# Akiko Kojima
Akiko Kojima (en japonés: 児島 明子) (Hiroshima, 29 de octubre de 1936) fue la primera modelo japonesa y asiática en ganar el certamen de Miss Universo en 1959.
Kurara Chibana en 2006 estuvo a punto de ser coronada reina y secundar a Akiko, pero aunque era la gran favorita no lo logró, quedando a su vez, en segundo lugar. Riyo Mori cristaliza el sueño nipón al año próximo de tener una segunda corona, cuando la laurearon Miss Universo 2007. 
Akiko Kojima logró derrotar a muy bellas participantes quedando como top 5 entre Noruega, Estados Unidos, Inglaterra y Brasil. Se divorció del actor Akira Takarada.

## Biografía
Kojima era una modelo de 22 años de Tokio, Japón, cuando ganó a otras cuatro finalistas de Noruega, Estados Unidos, Inglaterra y Brasil por la corona de Miss Universo de 1959 en Long Beach, California.. Ella negó los informes de prensa sobre haberse sometido a una cirugía de mama.  Un año después, Akiko coronó a Linda Bement de Estados Unidos en 1960.
En 1966, Kojima se casó con el actor japonés Akira Takarada , quien saltó a la fama en los estudios cinematográficos de Toho haciendo las películas de Godzilla desde 1954. Kojima se instaló en una tranquila vida matrimonial. Más tarde tuvieron una hija, Michiru Kojima, en 1967. Se divorciaron en 1984 y Kojima se fue con su hija.